# Satchelliella thomasi
Satchelliella thomasi är en tvåvingeart som först beskrevs av Vaillant 1967.  Satchelliella thomasi ingår i släktet Satchelliella och familjen fjärilsmyggor. Inga underarter finns listade i Catalogue of Life.